# 5782 Акірафудзівара
5782 Акірафудзівара (1991 AF, 1962 SO, 1976 YF4, 1986 RE10, 5782 Akirafujiwara) — астероїд головного поясу. Відкритий 7 січня 1991 року Робертом Макнотом. Названий на честь японського науковця Акіри Фудзівари, який брав участь у підготовці місії «Хаябуса» для дослідження астероїда Ітокава.
Тіссеранів параметр щодо Юпітера — 3,593.